# Разјарени бик
Разјарени бик (енгл. Raging Bull) је амерички филм из 1980. године, у режији Мартина Скорсезеа. Филм је адаптација књиге „Разјарени бик: моја прича“, мемоара боксера средње категорије Џејка Ламоте. У главним улогама су: Роберт де Ниро, Џо Пеши и Кети Моријарти.

## Радња
Филм је заснован на мемоарима „Разјарени бик: моја прича“ познатог америчког боксера италијанског порекла, светског професионалног шампиона Џејка ЛаМоте.
Радња је изграђена као присећања остарелог Џејка ЛаМоте из 1960-их о његовој спортској каријери и животу. Године 1941. деветнаестогодишњи Џејк, италијански Американац, показује се у професионалном рингу. Боксеров брат Џои постаје његов тренер и промотер. 1943. Џејк побеђује самог Шугара Реја Робинсона и почиње борбу за титулу светског првака у полутешкој категорији. 1947. Џејк се жени Вики (рођена Беверли Тејлер) када је имала само 16 година.
Од првих година породични живот није успео. Џејк је стално сумњао у своју жену да га вара, замерао је ситницама и с времена на време је тукао. Несаломиви темперамент који је помогао спортисти у рингу, ометао је комуникацију са моћнима. ЛаМота је добијао понуде за намештање утакмица од локалне мафије, али је увек јасно давао до знања да жели да сам изгради каријеру и да не зависи ни од кога. Чак ни братово убеђивање да постане сусретљивији не помаже. Истовремено, ЛаМота се стално суочавао са пристрасним суђењем према њему. Током једне од борби, ЛаМота пристаје да „леже испод противника“, али комисија накнадно долази до закључка да је меч намештен. Чак ни ово Џејку не доноси славу и статус звезде, како је обећала мафија. Године 1949. Ламота је успео да освоји жељени појас светског шампиона у борби са Марселом Серданом. Током друге туче, он пита Џоија да ли је варао са Вики. Он одбија да прича, а Вики саркастично говори свом љубоморном мужу да је већ спавала са целим суседством, укључујући и Џоија. Огорчени Џејк брутално туче брата, пред његовом женом и децом. После овога, односи између браће се погоршавају. Каријера је у паду.
Године 1956, након низа неуспеха у рингу, ЛаМота окачи рукавице о ексер. Он купује ноћни клуб и улази у шоу бизнис. Ствари му не иду добро. Вики га обавештава о разводу и да неће моћи да виђа децу. Полиција га оптужује за злостављање деце. Џејк нема новца ни за адвоката ни за мито, а покушава да заложи драгуље из шампионског појаса, што му није довољно. Џејк иде у затвор.
Године 1964. остарели ЛаМота ради као забављач у другоразредном клубу. Случајно упознаје Џоија на улици и покушава да се искупи са њим. Његов брат га хладно поздравља и јасно даје до знања, да не жели да има ништа са њим.

## Улоге
| Глумац            | Улога                    |
| ----------------- | ------------------------ |
| Роберт де Ниро    | Џејк Ламота              |
| Џо Пеши           | Џои Ламота               |
| Кети Моријарти    | Вики Трејлер             |
| Френк Винсент     | Салви Батс               |
| Николас Коласанто | Томи Комо                |
| Тереса Салдана    | Ленор                    |
| Џон Туртуро       | Вебстер Хол (непотписан) |